# Virginia (staat)

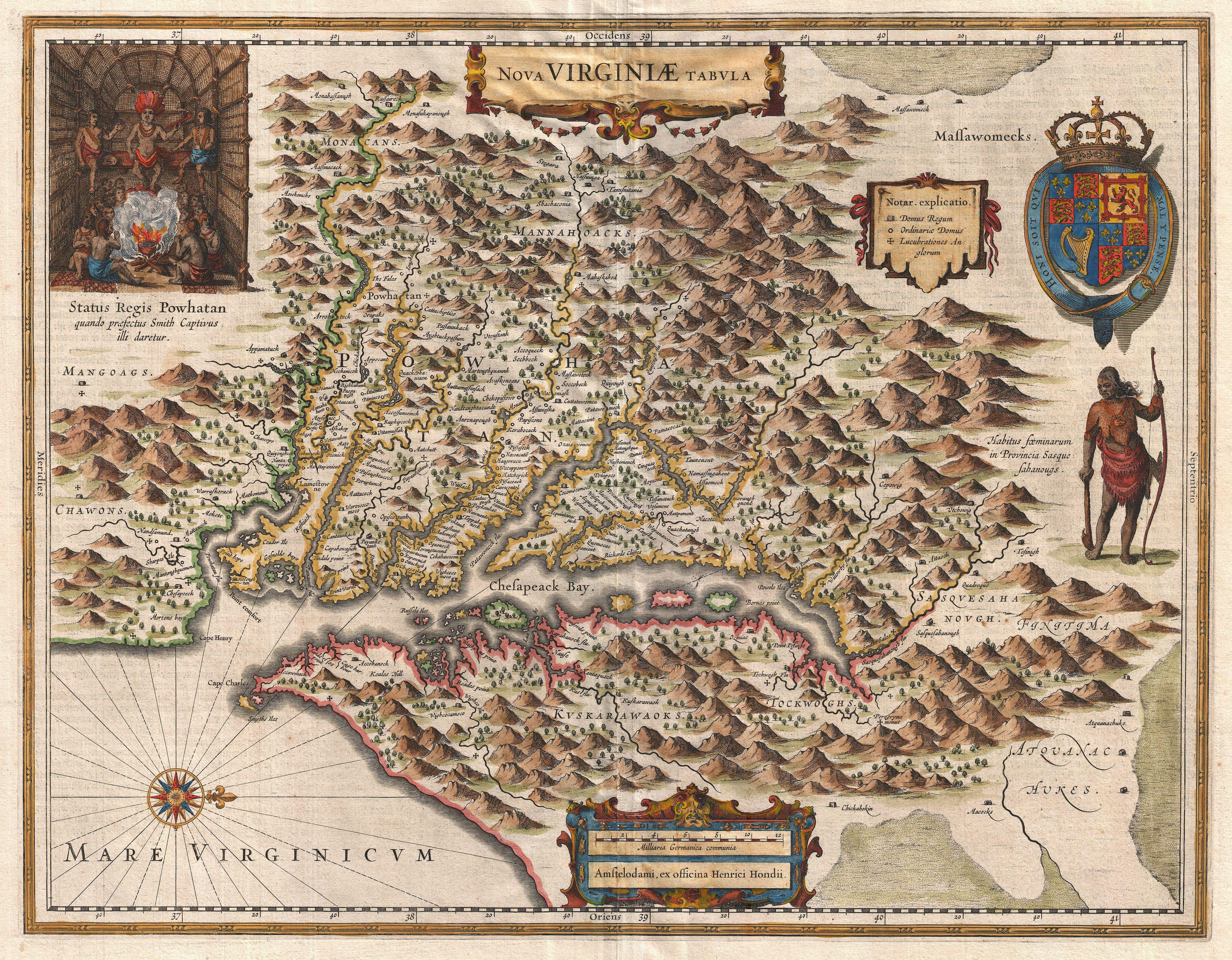
Kaart van Virginia uit 1630

Virginia, officieel het Gemenebest Virginia, is een van de staten van de Verenigde Staten. De naam is een verwijzing naar koningin Elizabeth I van Engeland, The Virgin Queen. Virginia is de oudste van de dertien koloniën die in de 18e eeuw de Verenigde Staten zouden vormen en speelde een belangrijke rol in de vroege geschiedenis van het land. De bijnaam van de staat is "Old Dominion". De hoofdstad is Richmond.

## Geschiedenis
De Kolonie Virginia is de eerste kolonie van de dertien koloniën van Amerika. De naam Virginia verwijst naar de "Virgin Queen" ("Maagdelijke Koningin") Elizabeth I van Engeland. Oorspronkelijk duidde de naam een veel groter gebied aan, te weten het kustgebied dat door Sir Walter Raleighs expeditie van 1584 geëxploreerd werd en het achterland, tot aan de Mississippi. In 1607 werd Jamestown gesticht, de oudste permanente Engelse nederzetting in de Nieuwe Wereld die nog steeds bewoond is. Koning Karel II gaf Virginia, dat de monarchie trouw was gebleven gedurende de Engelse Burgeroorlog, de bijnaam "The Old Dominion".
Zie verder Kolonie Virginia voor het hoofdartikel over dit onderwerp.
De kolonie had zijn eerste economische opbloei te danken aan de tabaksteelt. In de late 18e eeuw begon katoen het belangrijkste exportproduct te worden. Voor de tabaksteelt wierven de planters allereerst blanke arbeiders aan ("indentured labourers"), die gedurende hun contractperiode in status niet veel van slaven verschilden, maar na zeven jaar hun volledige vrijheid kregen en dan meestal zelf een boerenbedrijfje begonnen. Omstreeks 1700 gingen de planters echter overwegend gebruikmaken van ingevoerde zwarten, die levenslang in slavernij bleven verkeren. Virginia werd zo een slavenstaat, waar 30 tot 40 % van de bevolking uit zwarte slaven bestond.
Virginia was een van de dertien koloniën die in de 18e eeuw in opstand kwamen tegen de Britse overheersing. Drie van de belangrijkste Founding Fathers kwamen uit Virginia, George Washington, Thomas Jefferson en James Madison. Patrick Henry was een advocaat en vurig pleitbezorger van de Amerikaanse onafhankelijkheid en hij hield in 1775 een beroemde redevoering met de slotzin Give me Liberty, or give me death! (Geef me de vrijheid of geef me de dood!). Hij zou later tweemaal tot gouverneur gekozen worden. In 1781 werd in Yorktown de laatste slag geleverd in de Amerikaanse Onafhankelijkheidsoorlog.
Op 25 juni 1788 werd Virginia formeel, als tiende, een staat van de Verenigde Staten. De eerste president, George Washington, was eigenaar van Mount Vernon, een plantage in Virginia die nu een museum is. Het grondgebied van Virginia liep toen nog helemaal door tot aan de Mississippi en de Ohio maar het westelijk deel werd in 1792 omgedoopt tot de nieuwe staat Kentucky.
In 1831 vond in Southampton County een van de grootste slavenopstanden plaats, onder leiding van de slaaf Nat Turner. Er vonden meer opstanden plaats, twee daarvan werden geleid door blanke abolitionisten, John Brown en George Boxley. Omdat de economie van Virginia voor een groot deel afhankelijk was van slavenarbeid, niet alleen in de landbouw maar ook in de mijnbouw en industrie, koos de staat in de Amerikaanse Burgeroorlog de kant van de Geconfedereerde Staten van Amerika. Het westen van de staat bestond vooral uit kleinere boerderijen en hier waren veel minder slaven te vinden. Dit gebied scheidde zich af en werd de staat West Virginia. In Virginia vond een groot aantal slagen plaats, onder meer de Eerste Slag bij Bull Run.
In 1864 keerde Virginia terug in de federatie onder een nieuwe grondwet. Die voorzag op termijn in het einde van de slavernij, en het parlement ratificeerde als negende staat het amendement op de constitutie van de VS die dat vastlegde. Op basis van deze grondwet werd ook vanaf 1870 een stelsel van openbaar onderwijs opgebouwd; tot dan toe gingen alleen kinderen uit welgestelde gezinnen naar particuliere scholen. In augustus 1871 waren 2800 openbare scholen ingericht en 3000 onderwijzers aangesteld.
In maart 1924 nam de General Assemblee van Virginia een rassenwet aan die verder ging dan alles dat de USA op dit gebied hebben gekend. De Racial Integrity Act maakte het gebruikelijke onderscheid tussen blanken en niet-blanken, maar bestempelde iedereen als niet-blank die ook maar één niet-blanke voorouder had. Onder leiding van de magistraat Walter Plecker werd de hele bevolkingsadministratie ingericht op het vastleggen van genetische gegevens over de raciale afkomst van de burgers. Er werd gespit in archieven en bevolkingsregisters, om "verdachte" blanke families te screenen op "rasvermenging". In 1958 trouwde het echtpaar Loving, een donkere vrouw en een blanke man. Gemengde huwelijken waren destijds in Virginia verboden en om toch te trouwen vond het huwelijk plaats in Washington D.C.. Het echtpaar werd in Virginia veroordeeld tot een jaar cel. De zaak werd uiteindelijk in 1967 voorgelegd aan het federale Hooggerechtshof dat bepaalde dat gemengde huwelijken in heel de Verenigde Staten toegestaan zijn en de veroordeling moest worden teruggedraaid. Deze gebeurtenis wordt nog steeds gevierd op 12 juni, Loving day. In 1990 trad Douglas Wilder aan als gouverneur en werd zo de eerste Afro-Amerikaanse gouverneur in de VS.
Tijdens de aanslagen op 11 september 2001 werd ook Virginia geraakt, toen een vliegtuig op het Pentagon stortte.

## Geografie
De staat Virginia beslaat 110.862 km², waarvan 102.642 km² land. Het hoogste punt van de staat ligt op 1726 m.
Virginia grenst in het noordwesten aan West Virginia, in het noordoosten aan Maryland en het District of Columbia, in het westen aan Kentucky en in het zuiden aan Tennessee en North Carolina.
Het westen van de staat wordt gedomineerd door de Appalachen, het oosten daarentegen is vrij vlak. De grens met Maryland valt gedeeltelijk samen met de rivier de Potomac, die uitkomt in Chesapeake Bay. Het zuidoosten van de staat ligt aan deze baai en aan de Atlantische Oceaan. Een gedeelte van het schiereiland Delmarva, aan de andere kant van de baai, behoort tot Virginia maar is er niet via land mee verbonden.

## Demografie en economie

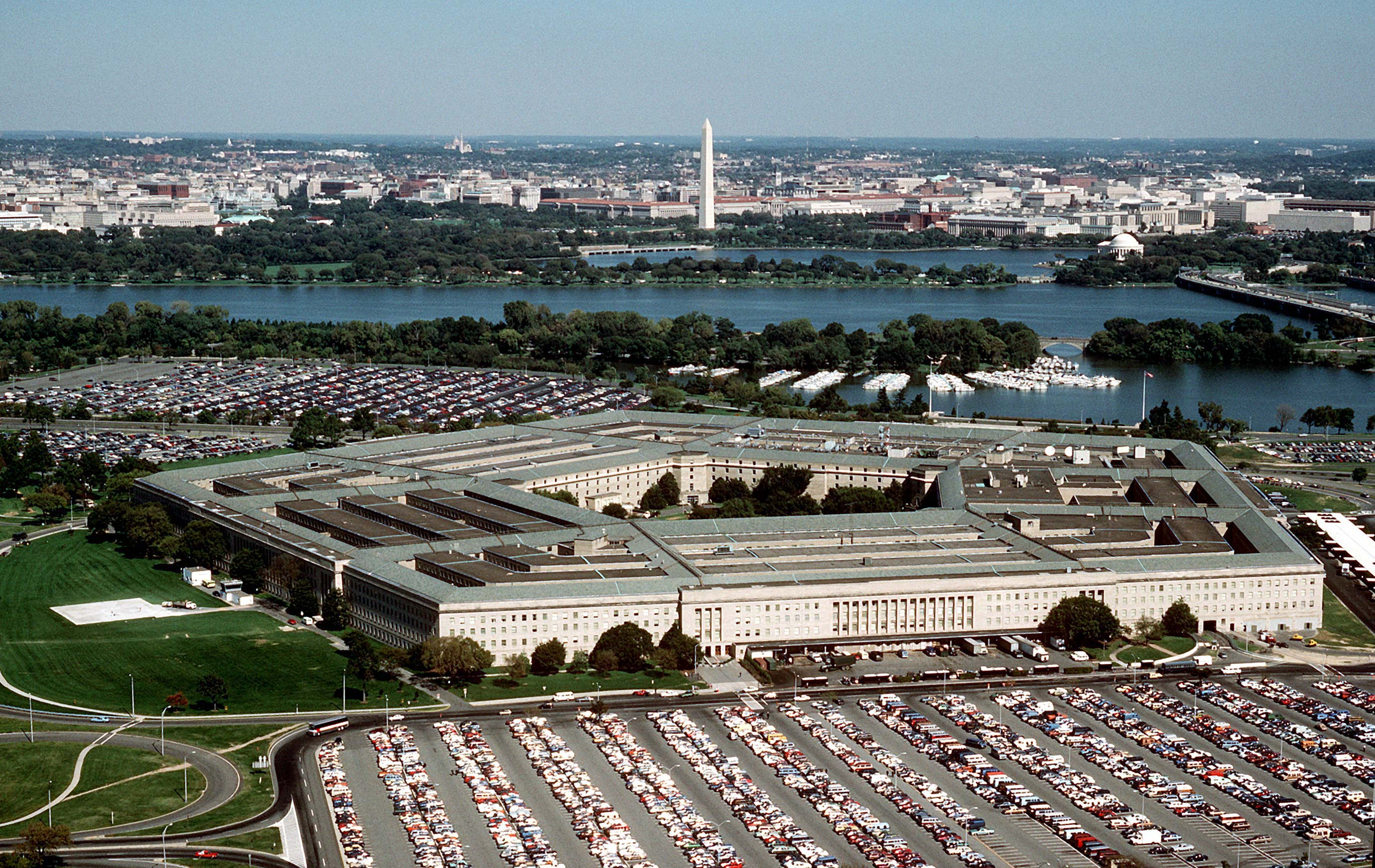
Het Pentagon in Arlington Virginia, met op de achtergrond Washington D.C..

In 2000 telde Virginia 7.078.515 inwoners (64 per km²) waarvan ongeveer 69% van de bevolking in een stedelijk gebied woont. Het aan Washington D.C. vastgegroeide Arlington, gescheiden door de Potomacrivier, vormt een groot deel van de agglomeratie van de Amerikaanse hoofdstad en ligt in de staat Virginia. Hier is ook het Pentagon gevestigd. Wegens de korte afstand tot Washington DC zijn er in Virginia relatief veel instellingen van de federale overheid te vinden. In Langley staat bijvoorbeeld het hoofdkwartier van de CIA. Ook de  Internationale luchthaven Washington Dulles en Ronald Reagan Washington National Airport liggen in de staat. Andere belangrijke steden zijn Norfolk en de hoofdstad Richmond.

## Bestuurlijke indeling
Virginia is onderverdeeld in 95 county's en 39 zogenaamde onafhankelijke steden. Dat zijn steden die niet tot een van de county's behoren.

## Cultuur

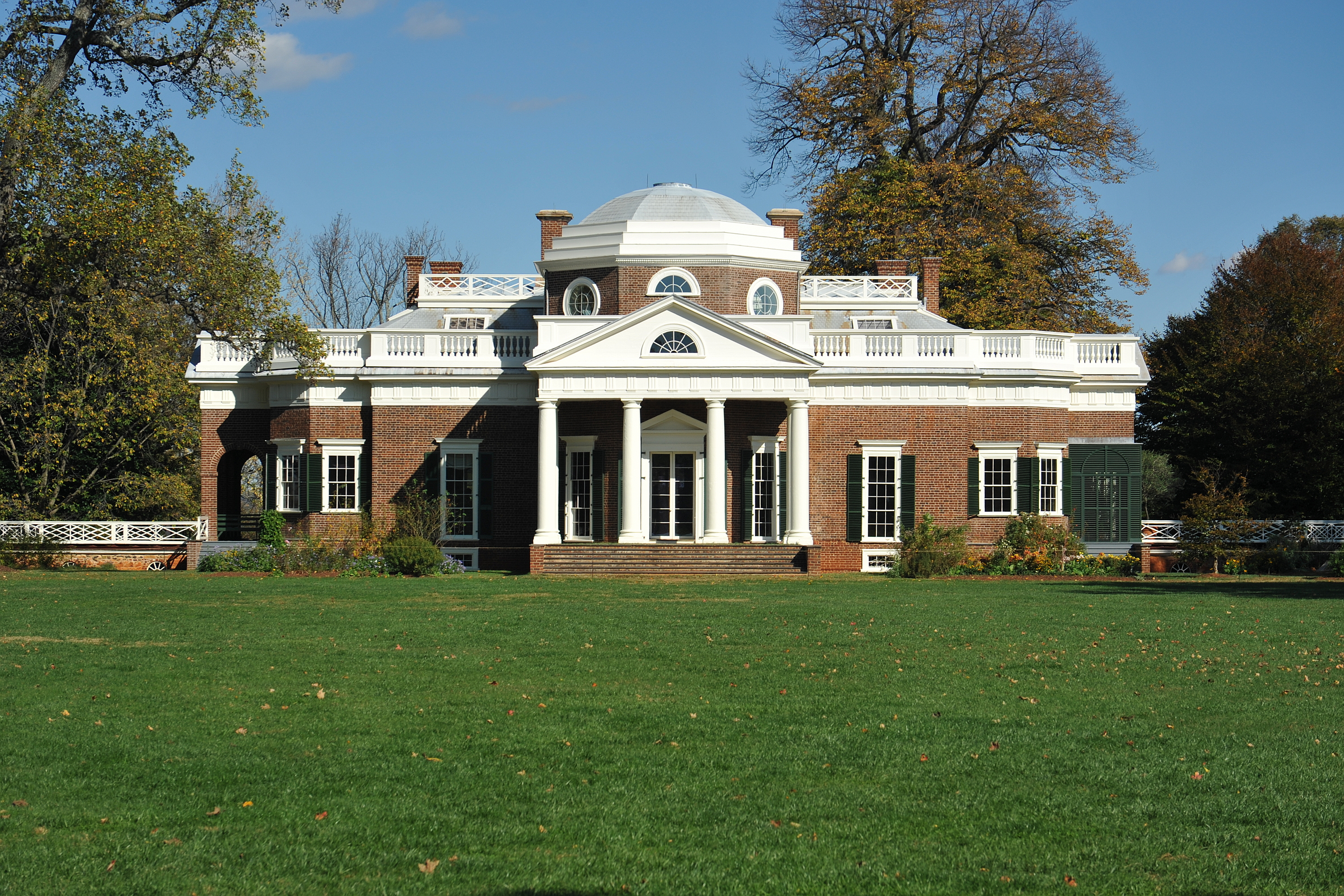
Het landgoed Monticello van Thomas Jefferson staat op de Werelderfgoedlijst.

Virginia is een van de vier staten, samen met Kentucky, Massachusetts en Pennsylvania, die zich vanwege hun koloniale geschiedenis een gemenebest (commonwealth) noemen. Juridisch maakt dit geen verschil met andere staten maar veel Virginianen zijn er trots op dat ze niet in een staat maar in een commonwealth wonen. Naast de bijnaam Old Dominion wordt de staat ook wel Mother of Presidents genoemd omdat acht presidenten afkomstig waren uit deze staat. Tijdens de burgeroorlog werd ook de naam The Cavalier State gebruikt en de sportteams van de Universiteit van Virginia noemen zich nog steeds Cavaliers.
Sinds 1969 wordt het toerisme gepromoot met de slogan Virginia is for Lovers. Oorspronkelijk was het idee om drie slogans te gebruiken Virginia is for History Lovers, Virginia is for Beach Lovers en Virginia is for Mountain Lovers. De staat is nu vooral bekend vanwege zijn geschiedenis, betreffende het ontstaan van de Verenigde Staten. In de 19e eeuw stond hij eerder bekend vanwege zijn natuurschoon. Door zijn rol in de vroege geschiedenis van de Verenigde Staten zijn er veel historische bezienswaardigheden te vinden.
Twee historische romans spelen zich af in de staat, The Wettest County in the World over moonshiners tijdens de drooglegging en The Confessions of Nat Turner over de slavenopstand van 1831. In 1881 publiceerde Thomas Jefferson het boek Notes on the State of Virginia waarin hij het landschap, de economie en de samenleving van Virginia beschrijft. Daarnaast gaat hij in op zijn denkbeelden over de ideale samenleving en de slavernij.

## Politiek

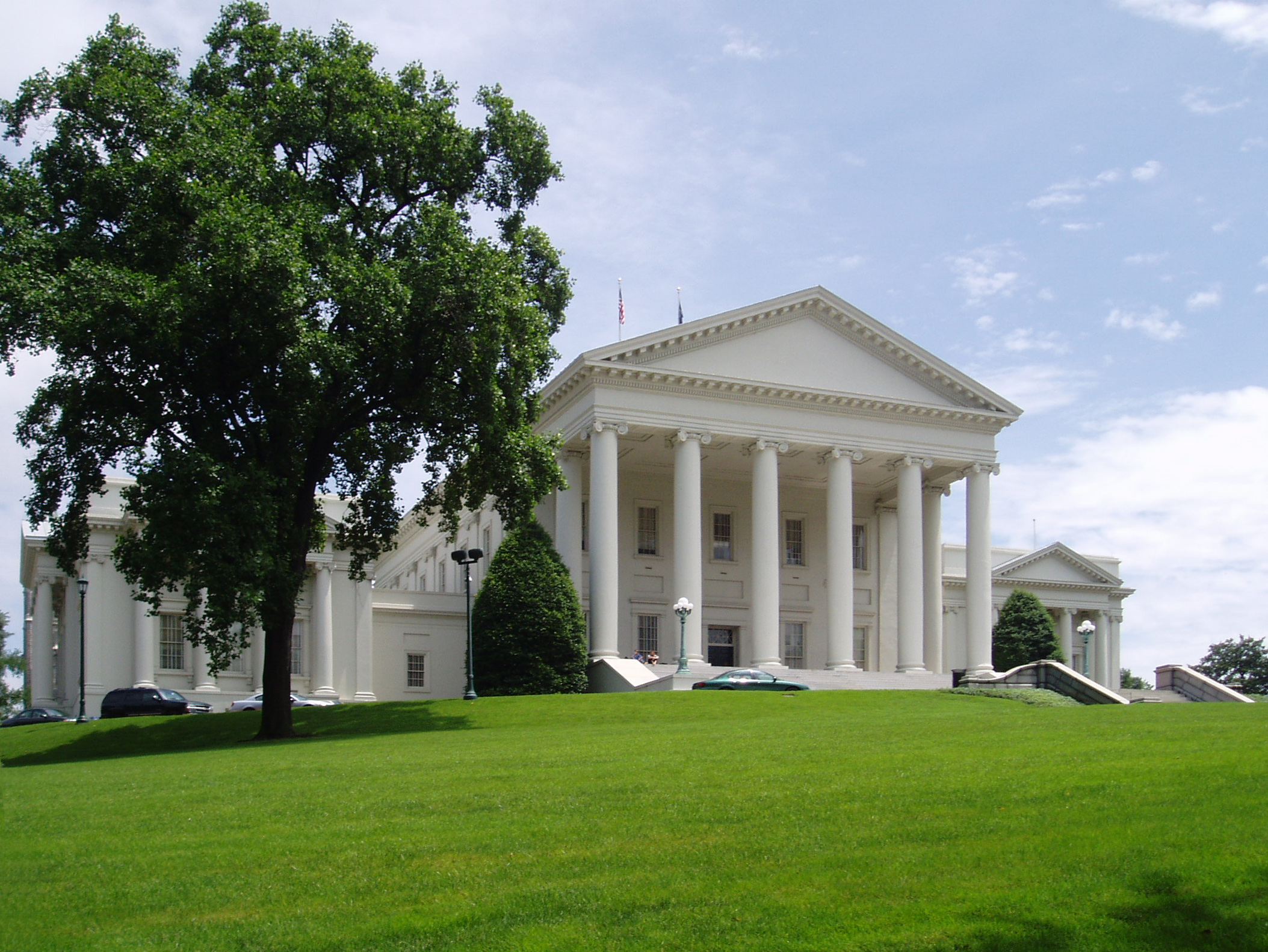
Het Capitool van Virginia.

Aan het hoofd van de uitvoerende macht van de staat staat een gouverneur, die direct gekozen wordt door de kiesgerechtigden in de staat. Sinds 15 januari 2022 is Glenn Youngkin van de Republikeinse Partij de gouverneur van de staat Virginia.
De wetgevende macht bestaat uit het Huis van Afgevaardigden van Virginia (Virginia House of Delegates) met 100 leden en de Senaat van Virginia (Senate of Virginia) met 40 leden. Het parlement van Virginia is het oudste parlement in de Nieuwe Wereld dat nog in gebruik is. Het werd al in 1609 opgericht maar bestond destijds nog voor een deel uit gekozen en niet gekozen leden.
Virginia was lang een solide Republikeinse staat, maar is in de afgelopen jaren steeds liberaler geworden. Het feit dat veel progressieve voorsteden van de hoofdstad Washington in Virginia liggen, speelt hierin een grote rol. In de presidentsverkiezingen van 2016 was Virginia de enige van de voormalige Geconfedereerde Staten die op Hillary Clinton stemde. 
| Virginia House of Delegates (2018) De 100 zetels zijn als volgt verdeeld: | Senate of Virginia (2018) De 40 zetels zijn als volgt verdeeld: |